# Adeixis griseata
Adeixis griseata är en fjärilsart som beskrevs av Hudson 1903. Adeixis griseata ingår i släktet Adeixis och familjen mätare. Inga underarter finns listade i Catalogue of Life.